# ANA Inspiration

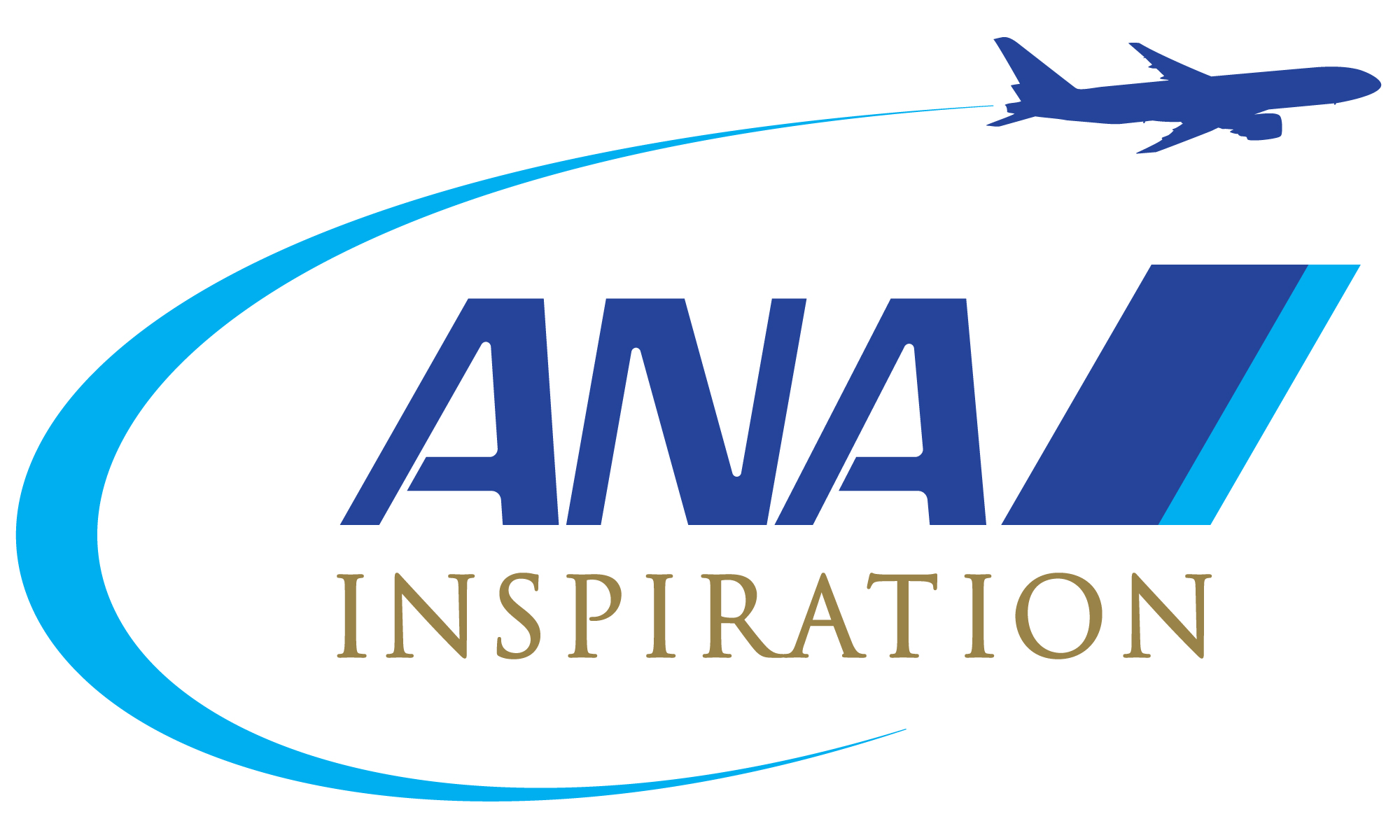
ANA Inspiration Logo

El ANA Inspiration es un torneo femenino de golf del LPGA Tour que se disputa anualmente en el Mission Hills Country Club de Rancho Mirage, cerca de la ciudad de Palm Springs (California), Estados Unidos. El campeonato suele celebrarse a finales de marzo o principios de abril.
Fundado en 1972 por el presidente de Colgate-Palmolive, David Foster, y la artista Dinah Shore, el torneo se llamaba Dinah Shore Winner's Circle. En 1983 se convirtió en un torneo mayor del golf femenino y pasó a llamarse Nabisco Dinah Shore. En 2000 se adoptó el nombre Campeonato Kraft Nabisco y se utilizó por última vez en 2014.
Es tradición que la ganadora del torneo se zambulla en el lago del hoyo 18. La primera en hacerlo fue Amy Alcott en 1988, y desde 1994 todas las triunfadoras lo han hecho.

## Ganadoras
Tres golfistas lograron tres triunfos en el Campeonato Kraft Nabisco: Amy Alcott, Betsy King y Annika Sörenstam. Otras cinco jugadoras han repetido victoria: Sandra Post, Juli Inkster, Dottie Pepper, Karrie Webb y Brittany Lincicome.
| Año  | Golfista                | Golpes |
| ---- | ----------------------- | ------ |
| 1972 | Jane Blalock            | 213    |
| 1973 | Mickey Wright           | 284    |
| 1974 | Jo Ann Prentice         | 289    |
| 1975 | Sandra Palmer           | 283    |
| 1976 | Judy Rankin             | 285    |
| 1977 | Kathy Whitworth         | 289    |
| 1978 | Sandra Post             | 283    |
| 1979 | Sandra Post             | 276    |
| 1980 | Donna Caponi            | 275    |
| 1981 | Nancy Lopez             | 277    |
| 1982 | Sally Little            | 278    |
| 1983 | Amy Alcott              | 282    |
| 1984 | Juli Inkster            | 280    |
| 1985 | Alice Miller            | 275    |
| 1986 | Pat Bradley             | 280    |
| 1987 | Betsy King              | 283    |
| 1988 | Amy Alcott              | 274    |
| 1989 | Juli Inkster            | 279    |
| 1990 | Betsy King              | 283    |
| 1991 | Amy Alcott              | 273    |
| 1992 | Dottie Pepper           | 279    |
| 1993 | Helen Alfredsson        | 284    |
| 1994 | Donna Andrews           | 276    |
| 1995 | Nanci Bowen             | 285    |
| 1996 | Patty Sheehan           | 281    |
| 1997 | Betsy King              | 276    |
| 1998 | Pat Hurst               | 281    |
| 1999 | Dottie Pepper           | 269    |
| 2000 | Karrie Webb             | 274    |
| 2001 | Annika Sörenstam        | 281    |
| 2002 | Annika Sörenstam        | 280    |
| 2003 | Patricia Meunier-Lebouc | 281    |
| 2004 | Grace Park              | 277    |
| 2005 | Annika Sörenstam        | 273    |
| 2006 | Karrie Webb             | 279    |
| 2007 | Morgan Pressel          | 285    |
| 2008 | Lorena Ochoa            | 277    |
| 2009 | Brittany Lincicome      | 279    |
| 2010 | Yani Tseng              | 275    |
| 2011 | Stacy Lewis             | 275    |
| 2012 | Sun-Young Yoo           | 279    |
| 2013 | Inbee Park              | 273    |
| 2014 | Lexi Thompson           | 274    |
| 2015 | Brittany Lincicome      | 279    |
| 2016 | Lydia Ko                | 276    |
| 2017 | Ryu So-yeon             | 274    |
| 2018 | Pernilla Lindberg       | 273    |
| 2019 | Ko Jin-young            | 278    |
| 2020 | Mirim Lee               | 273    |
| 2021 | Patty Tavatanakit       | 270    |
| 2022 | Jennifer Kupcho         | 274    |
| 2023 | Lilia Vu                | 278    |
| 2024 | Nelly Korda             | 275    |